# Dmitrij Jefimov
Dmitrij Jegorovitj Jefimov, född 1811, död omkring 1864, var en rysk arkitekt. 
Jefimov började studera konst i Sankt Petersburg vid Konstakademin år 1826. År 1832 fullföljde Jefimov sina kurser vid akademin och avlade examen. 
Två år senare fick han i uppdrag av det ryska hovet att resa utomlands för att studera vidare. 1839 återvände han till Ryssland och blev erkänd för sitt arbete med restaurering av huset Adrianovo och en avrättningsbild under sin vistelse i Nubien och i Egypten. Jefimov lät bygga ett så kallat "lantligt hus" i Alexanderparken vid Tsarskoje Selo.